# Eubulide
Eubulide, Euboulide ou Euboulidès (en grec ancien Εὑϐουλίδης / Euboulídês) est un philosophe grec mégarique, né à Milet (floruit au milieu du IVe siècle av. J.-C.). 

## Biographie
Disciple et le successeur d’Euclide de Mégare et adversaire d’Aristote. Il est connu pour être le découvreur de paradoxes philosophiques célèbres : le paradoxe du menteur et le paradoxe sorite. Sa naissance est fixée vers la fin du Ve siècle av. J.-C., probablement vers -405. Plusieurs sources en font un maître de Démosthène, né en -384, ce qui le ferait naître avant 390. D’autres sources plus discutables prétendraient qu’il aurait assisté au procès de Socrate, ce qui repousserait de facto sa naissance au Ve siècle. Selon Diogène Laërce, Eubulide est né dans la colonie grecque de Milet, qui correspond à la Turquie actuelle. Jeune homme, Eubulide émigre ensuite en Grèce. Diogène mentionne ainsi qu’Eubulide fut l’un des philosophes qui succédèrent à Euclide, à la tête de l’École de Mégare, située à proximité d’Athènes. Après Euclide, il aurait ainsi succédé à Ichthyas, Pasiclès, Thrasymaque et Clinomaque à la direction de l’École de Mégare. Eubulide aurait également eu comme disciple l’orateur Démosthène et lui aurait enseigné l’art de la rhétorique et de  la dialectique, selon les témoignages concordants de Suidas, Diogène Laërce et Apulée. Selon Diogène Laërce, Eubulide aurait également appris à Démosthène à corriger sa prononciation défectueuse de la lettre « R ». Une inimitié notoire a existé entre Eubulide et Aristote ; Diogène Laërce en fait mention. De même, le péripatéticien Aristoclès rapporte qu’Eubulide aurait écrit un livre contre Aristote dans lequel il lui aurait reproché d'avoir altéré l'enseignement de Platon et d'avoir été absent au moment de son décès. Eubulide fut connu dès l'Antiquité comme un dialecticien habile.

## Paradoxes

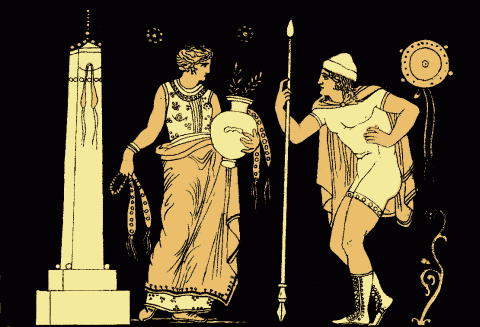
L'Électre : Électre et Oreste.

Grand dialecticien, connu pour son esprit querelleur, il passe pour être l'inventeur de paradoxes logiques célèbres.
Ses arguments paradoxaux prenaient la forme interrogative.
Selon Diogène Laërce, Eubulide est l'inventeur des sept paradoxes suivants : le Menteur, le Caché, l'Électre, le Voilé, le Sorite, le Cornu et le Chauve. Les descriptions de ces paradoxes, faites par Diogène Laërce, sont les suivantes :
1. Le Paradoxe du menteur : « Celui qui dit qu'il ment est-il menteur ? Si vous répondez affirmativement, on en conclut qu'il ne ment pas, puisqu'il était dans le vrai en disant qu'il mentait. » Ce paradoxe n'est toujours pas résolu à l'époque actuelle. Dans sa forme moderne, sa formulation est la suivante : « Cette phrase est fausse ». Le paradoxe provient du fait que si cette dernière phrase est vraie, alors elle est fausse ; et si elle est fausse, alors elle est vraie.
2. Le Caché : « Connaissez-vous cet homme qui est caché ? — Non. — Vous ne connaissez donc pas votre père ? car c'est lui. »
3. Le Voilé : « Le même que le Caché avec le mot voilé. »
4. L'Électre : « Électre, en voyant son frère Oreste, sait bien qu'Oreste est son frère, mais elle ne sait pas qu'Oreste est sous ses yeux ; elle le connaît donc et ne le connaît pas en même temps. »
5. Le Paradoxe sorite : « Trois moutons ne forment pas un troupeau : quatre, pas davantage, et ainsi de suite ; donc cent, donc mille, etc. » Il s'agit d'un paradoxe considéré par les logiciens comme n'étant pas résolu. Il est également appelé « paradoxe du tas ».
6. Le Chauve : « Si l'on arrache un cheveu à un homme, il ne sera pas chauve ; si un second, etc. »
7. Le Cornu : « Vous avez ce que vous n'avez pas perdu ; vous n'avez pas perdu de cornes, donc vous avez des cornes. »

Certains paradoxes comme le Voilé ou le Menteur ont été contestés par Aristote dans ses Réfutations sophistiques, qui explique en partie l'animosité d'Eubulide à son égard. L'argument du chauve et celui du tas apparaissent dans les argumentations du Démodocos du Pseudo-Platon. L’argument du chauve, selon l'analyse moderne, serait une autre instance du paradoxe sorite ; le Voilé et l'Électre sont des instances d'un même problème philosophique.

## Œuvre
Les écrits d'Eubulide ne nous sont pas parvenus directement, mais ils sont connus à travers les citations d'autres auteurs.

### Écrits polémiques
Grand adversaire d'Aristote, il l'a souvent attaqué dans ses écrits selon le témoignage de Diogène Laërce.
Le philosophe Aristoclès résume ainsi les griefs - plus personnels que philosophiques - publiés par Eubulide dans son livre contre Aristote :
- Aristote aurait écrit des mauvais poèmes sur son mariage et son amitié avec Hermias d'Atarnée.
- Aristote aurait offensé Philippe de Macédoine.
- Aristote n'aurait pas été présent à la mort de Platon et aurait falsifié les écrits de ce dernier.

### Écrits dramatiques
On cite de lui une pièce de comédie intitulée Les Fêtards.

### Sources
- Diogène Laërce, Vies, doctrines et sentences des philosophes illustres [détail des éditions] (lire en ligne).
- Sextus Empiricus, Adversus mathematicos, VII 13.
- Athénée, Deipnosophistes [détail des éditions] (lire en ligne), VIII, 354 C.
- Eusèbe de Césarée, La préparation évangélique, t. XV.